# Бођош
Бођош, амерички копривић (Celtis occidentalis) је високо листопадно дрво Северне Америке где је познат као common или American hackberry (hack = пијук), nettletree (копривино дрво), sugarberry, beaverwood (даброво дрво), northern hackberry. Назив бођош је локализам везан за Сомбор у чијим дрворедима је заступљено неколико хиљада стабала ове врсте. У Суботици и околини назива се гeлeгуња, а у Кикинди пинцика.

## Опис врсте
Амерички копривић обично формира стабло средње величине 10–20 m, али поједини примерци достижу и 40 m у оптималним условима у јужној долини Мисисипија. У централним државама САД ретко достиже висину од 20 m. Стабло америчког копривића је витко, а круна на врху лоптасто заобљена са висећим гранама. Корен је влакнаст и брзо расте. У западном делу ареала са мање падавина и сиромашнијим земљиштима достиже просечно око 10 m, са појединим примерцима високим и до 30 m. Бођош је врста средње дужине живота (150-200 година у идеалним условима). 
Кора је светлобраон или сребрносива. По својој плутастој кори са брадавичастим избочинама амерички копривић се лако разликује од других копривића. Ова особина је још израженија код млађих стабала, код којих су избочине неправилно распоређене и подсећају на дуге геолошке палисаде седиментних стена. 
Гранчице су витке, светлозелена у почетку, касније браонцрвене. Зимски пазушни пупољци су овални, зашиљени, донекле заравњени, 6 mm дуги, светлосмеђи. Вршни пупољак се не формира.
Листови су наизменични, овални до овално-копљасти, зашиљени, више или мање српасто повијени, асиметрични, дуги око 10 cm, 2,5–5 cm широки, назубљени, осим у основи која је углавном цела и нешто искошена, грубе текстуре. Истакнути су средњи нерв и два бочна. Млади листови бледожутозелени, маљави; развијени су танки, светлозелени с лица, светлијег наличја; ујесен су жути. Лисне дршке издужене, танке, благо ужљебљене, длакаве. Приперци варирају обликом, рано опадају.
Зеленкасти цветови се формирају у априлу, са листањем; једнополни су и једнодоми на висећим дршкама. Чашица је светложутозелена, петорежњевита, подељена скоро до основе; чашични листићи линеарни, зашиљени, мање-више урезани на врху.
Мушки цвет је са пет прашника; прашнички конци су бели, глатки, благо спљоштени и постепено се сужавају од базе ка врху; у пупољку савијени, антерама једним ка другима, са отварањем цвета нагло се усправљају; антере са две поленове кесице које пуцају уздуж са спољне стране. Женски цвет са надцветним плодником, једноок са једним семеним заметком; жиг дворежњевит.
Плод, сочна лоптаста коштуница, пречника 1-1,5 cm, са остацима жига на врху и на танкој дршци дугој 3 cm, ујесен прелази из наранџасто-црвене боје у тамно љубичасту; сазрева у септембру и октобру. Остаје на гранама током зиме. Плодоноси свакогодишње, семе ексалбуминско.

## Ареал
Амерички копривић је пореклом из Северне Америке од јужног Онтарија и Квебека, простире се кроз делове Нове Енглеске, до југа до Северне Каролине, западно до северне Оклахоме, и на север до Јужне Дакоте. Ареал америчког копривића преклапа се са још две врсте копривића (Celtis laevigata Willd. и Celtis reticulata Torr.), што отежава да се утврди тачан ареал ових врста.

## Биоеколошке карактеристике
Амерички копривић расте на различитим стаништима, иако преферира равнице и тло са високим садржајем кречњака. Развија се на богатим влажним иловастим земљиштима, али расте и на шљунковитим или стеновитим обронцима. Његова сциофитност у великој мери зависи од услова. У повољним условима поник толерише густ склоп, али у мање повољним условима може се сматрати нетолерантним на засену. Добро подноси сушу и јаче ветрове. Погодују му станишта са количином падавина од 360–1520 mm и безмразним периодом од 120-250 дана.
Погодују му топлија лета са доста сунчаних дана. Када су лета кишна и хладнија дешава се да не одрвени у потпуности па страда од зимских ниских температура. Дрвеће добро реагују на орезивање и формира изданке после сече и пожара. Све врсте рода су отпорне на гљиву Armillaria mellea која изазива труљење корена.
Листовима се хране четири врсте цврчака из рода Pachypsylla који праве гале на листу без веће штете по дрво. Бројни инсекти и гљиве изазивају убрзано пропадање мртвих грана или корена. Врста је и биљка домаћин гусеницама већег броја лептира. Коштунице, једе већи број птица и сисара. Већина семена расејава се ендозоохорно, али вектор за семе може да буде и вода.

## Гајење и примена
Дрво је светложућкастосиве до светлосмеђе боје, са жутим пругама. Нека стабла дају дрво са упадљивим контрастним тамним линијама. Дрво је тешко, меко, крупно порозно, слабо. Лако трули, па је комерцијално мале вредности, користи се као огревно дрво и понекад за тарабе и јефтин намештај. Специфична маса 0,7287. 
Релативно ретко се користи у дрворедима и у пејзажној архитектури и хортикултури, иако толеранција према урбаним условима и лако пресађивање чине кошћелу погодном за ту улогу. Са друге стране површински корен може да буде агресиван и да подиже улични застор. Поред Сомбора, главни град Словачке, Братислава је такође познати по широкој употреби америчког копривића (заједно са евроазијском кошћелом Celtis australis) у дрворедима.
Коштунице величине грашка су јестиве, а сазревају почетком септембра. За разлику од већине плодова, коштунице имају изузетно висок садржај масти, угљених хидрата и протеина, и лако су сварљиви без кувања или припреме. Омаха Индијанци јели су коштунице без припреме, док их Дакота Индијанци користе да побољшају укус меса, туцајући их заједно са коштицом и семеном. Племе Пони такође је фино ситнило плодове, додавало мало масноће, и мешало са сувим кукурузом.

## Размножавање
Најчешће се размножава генеративно. Са плодоношењем почиње од 10 до 13 године. Плодове је лакше сакупити по опадању листа када могу да се млате у простирку постављену испод стабла. Плодови сакупљени раније, као и они сакупљени по влажном времену треба да се распростру и исуше, а они сакупљени пред крај зиме не морају да се просушују. Дорада се састоји у одстрањивању грубе нечистоће и сувој или влажној мацерацији. Мацерација није неопходна, али обично убрзава клијање. У килограму има око 4.500-8.300 плодова, односно од 5.800 до 12.000 коштица, која је бела са мрежастом структуром и зашиљена, пречника 4–6 mm. Суви плодови или коштице чувају се у херметички затвореним посудама на 5оС до 5,5 година без мањег губитка клијавости, што семе сврстава у ортодоксну групу.
Семе треба посејати одмах по сакупљању у хладне леје или га стратификовати на 5оС 90-120 дана, и сејати у фебруару/марту. Тродневна ферментација плодова на собној температури и депулпирање пре стратификације дају веома добре резултате. Препоручује се и третирање концентрованом сумпорном киселином до 1 сат, што смањује трајање стратификације на 55 дана. Клијање у песку на променљивој температури (дан 30/ноћ 20) после 60 дана дало је 47% клијавости. 
Сетва се врши у редове на одстојању од 20–25 cm и покрива слојем земље око 2 cm. Леје се малчирају сламом или лисником. До ницања треба да постоји заштита од птица. Клијавост је обично добра, мада складиштено семе може да дуго и неуједначено клија. Клијање је епигеично. Листови клијаваца често имају доста белих мрља без хлорофила, што је нормална појава, и губи се код старијих биљака. Током јачих зима једногодишње биљке треба штитити од хладноће.
Вегетативно размножавање примењује се за унутарврсне таксоне. Због добре изданачке способности коренске резнице се добро регенеришу, а резнице стабла у минималном проценту. Од хетеровегетативних метода примењује се копулирање (бочно спајање, триангулација или обично спајање) у фебруару у стакленику, на подлоге основне форме или на Celtis australis.

## Природни и културни унутарврсни таксони

### Природни унутарврсни таксони
| - Celtis occidentalis subsp. tenuifolia (Nutt.) A.E.Murray - Celtis occidentalis f. neglecta F.Seym. - Celtis occidentalis var. aspera Dippel - Celtis occidentalis var. audibertiana (Spach) Dippel | - Celtis occidentalis var. canina (Raf.) Sarg. - Celtis occidentalis var. crassifolia (Lam.) A. Gray - Celtis occidentalis var. cordata (Pers.) Willd. - Celtis occidentalis var. occidentalis L. | - Celtis occidentalis var. pumila (Pursh) A. Gray - Celtis occidentalis var. serrulata Spach - Celtis occidentalis var. submembranacea Fernald |

### Култивари
- Celtis occidentalis 'Chicagoland' је брзорастући култивар (висок око 8m, ширина круне 4m у 15. год) са моноподијалним гранањем и крупнијим листовима од основне форме; селекционисани клијавац из расадника Klehm (Barrington IL) 1978.
- Celtis occidentalis 'Windy City‘ моноподијалног гранања са равномерним растом у висину и ширину; достиже висину 12-18m; декоративан због златножуте боје ујесен; селекционисан у расаднику Klehm (Barrington IL) 1978.
- Celtis occidentalis 'Prairie Pride‘ има компактну овалну круну, висине 10-12m; листови глатки тамнији и тањи од основне форме; синтетисан у расаднику Wandell (Urbana IL) 1975.
- Celtis occidentalis ‘Prairie Sentinel®’ је пирамидални клон густо збијене круне који достиже висину од 10m и ширину круне од 3m. Погодан је за уске градске улице и неповољне услове, врло је адаптибилан на припеке, сушу и хладноће. Откривен је у висоравнима западног Канзаса.
- Celtis occidentalis 'Delta‘ достиже висину 15m и ширину 12m; природно формира високу круну изнад 2,5m; расте споро и у оптималним условима живи преко 80 година. Врло адаптибилан клон може да расте од забарених станишта до екстремно сувих и заслањених, али не подноси сенку; одлично подноси загађену градску атмосферу.
- Celtis occidentalis ‘Oahe’ се разликује од основне форме по високом проценту преживљавања и брзом расту; на Средњем западу САД употребљава се за садњу на фармама где има годишњи прираст од 0,5 m; штете од зимског измрзавања јављају се у севернијим деловима примене; размножава се семеном.
- Celtis х ‘Magnifica’ је међуврсни култивар широкоовалне до вазолике круне (12m), висине 16m. Као хибрид C. occidentalis и C. laevigata испољава хетерозис па брже расте и отпорнији је према инсектима од оба родитеља.
- Celtis occidentalis 'Cirpi' је мађарска селекција Dr Zoltán Ifjú, 2000.
- Celtis occidentalis ‘Globosa’ је кугласти култивар.